# St. Stephan (Nebringen)

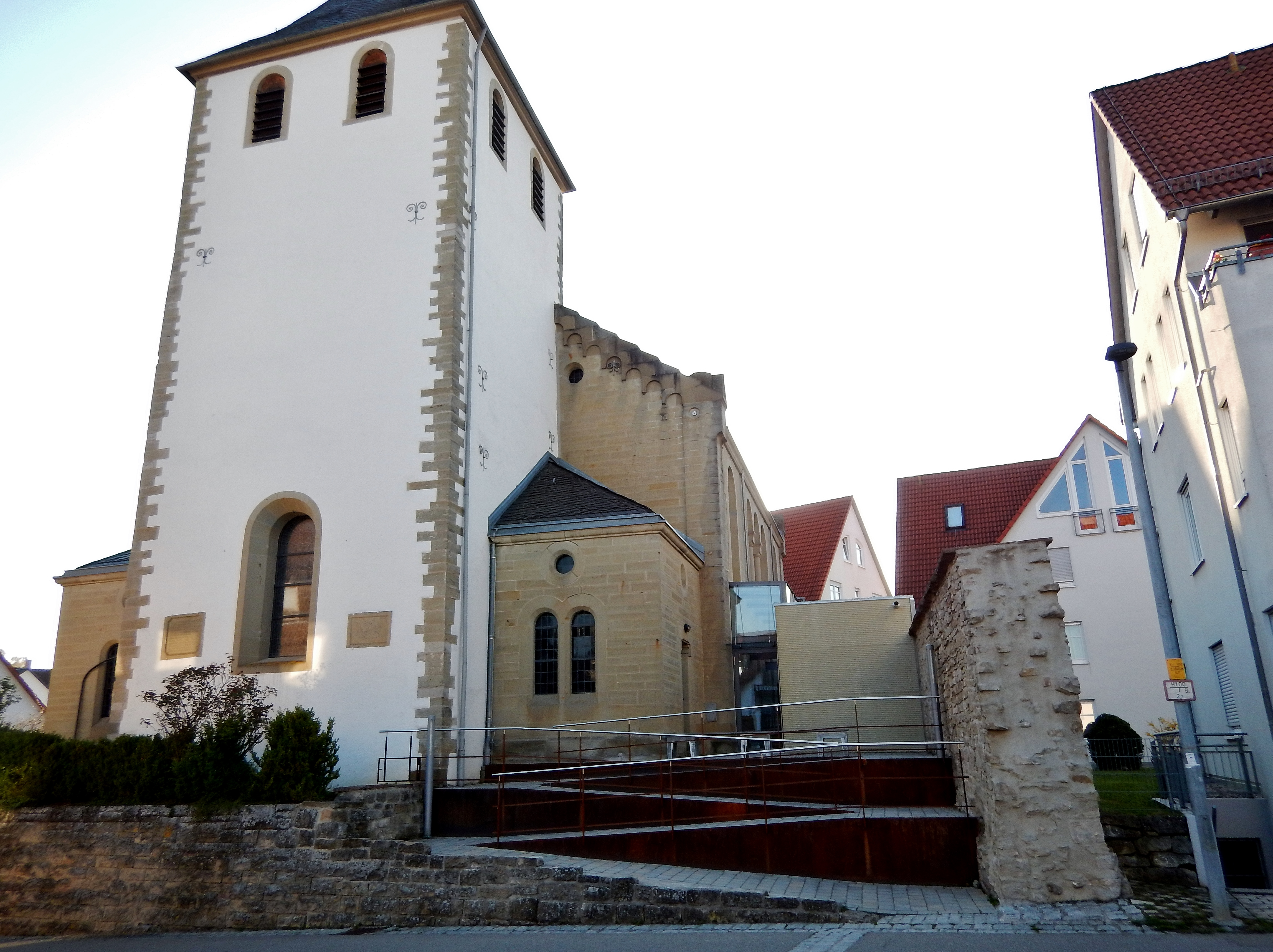
St. Stephan in Nebringen

Die evangelische Pfarrkirche St. Stephan steht in Nebringen, einem Ortsteil der Gemeinde Gäufelden im Landkreis Böblingen in Baden-Württemberg. Das Bauwerk ist beim Landesamt für Denkmalpflege Baden-Württemberg als Baudenkmal eingetragen. Die Kirchengemeinde gehört zum Kirchenbezirk Herrenberg in der Evangelischen Landeskirche in Württemberg. Namensgeber der Kirche ist der Hl. Stephanus.

## Beschreibung
Die Saalkirche besteht aus einem Langhaus mit vier Achsen, das 1884/85 anstelle des gotischen Vorgängers nach einem Entwurf von Christian Friedrich von Leins erbaut wurde. Der im Kern romanische Chorturm im Osten enthält im obersten Geschoss den Glockenstuhl und ist mit einem achtseitigen Zeltdach bedeckt. Das Langhaus ist mit einem Satteldach zwischen Staffelgiebeln bedeckt.
Der Innenraum ist durch die bis zur Decke durchgehenden Stützen der Emporen dreigeteilt. Die Orgel wurde 1884/85 von E. F. Walcker & Cie. als Opus 446 gebaut.